# Ida (film)
Az Ida Paweł Pawlikowski lengyel rendező filmdrámája, amelyet Rebecca Lenkieviczcsel együtt írt forgatókönyv alapján készített. A lengyel–dán koprodukciót 2013-ban mutatták be.
A film cselekménye Lengyelországban, 1962-ben történik. Két főszereplője egy fiatal lány és nagynénije, akiket keményen sújtott a német megszállás a Második világháború idején. Elveszítették családjukat, de nem tudják milyen körülmények között, és ezt indulnak felkutatni. A feltárt igazságnak nagyon különböző következményei lesznek a két nőre.
A film nagy nemzetközi sikernek örvendett, és számos díjat ítéltek neki oda, köztük 2015-ben a legjobb nem angol nyelvű filmnek járó Oscar-díjat, az elsőt, amelyet lengyel film kapott.

## Cselekmény
Anna, a lány, zárdában nevelkedett, és múltjáról csak annyit tud, hogy árva. Novícia lett, és apáca készül lenni. Mielőtt szerzetesi fogadalmat tenne, a zárdafőnöknő tudatja vele, hogy van egy Wanda nevű nagynénije, az egyedüli rokona, és elküldi Varsóba megismerni őt.
Wanda feltárja az unokahúga előtt, hogy nem Annának hívják, hanem Ida Lebensteinnek, és hogy ők zsidók. Magáról még annyit közöl, hogy ügyész. Ida azt veszi észre, hogy nagynénije nagyon sokat dohányzik és iszik.
Ida meg szeretné találni a szülei sírját, és elindulnak Wanda kocsijával abba a faluba, ahol Ida családja lakott. Ott azt látják, hogy a szülői házban laknak valakik. Egy fiatal asszony van ott, aki érdeklődésükre azt mondja, hogy csak a férje tudná felvilágosítani őket a ház előbbi lakóiról, de nincs otthon. Az asszony megkéri Idát, hogy áldja meg a kisgyerekét, amit Ida meg is tesz, majd a két nő eltávozik. Néhány óra múlva visszatérnek a házhoz, ott találják a férjet is, egy Skiba nevű parasztot, aki nem mond nekik semmit Lebensteinékról.
A két nő a közeli kisvárosba indul. Wanda ittasan vezet, belehajt az útszéli árokba, és egy paraszt húzza ki a kocsit lovasszekerével. Az odaérkező rendőr beviszi Wandát a rendőrőrsre, és ott tartja éjszakára. Közben Ida a közeli plébánián tölti az éjszakát.
Reggel, amikor Wandát elengedik, és tovább indulnak a város felé, Ida kérdéseket tesz fel neki a foglalkozásáról. Wanda elmondja, hogy 1951–1952-ben is ügyész volt, és több ember halálra ítélését is elérte kirakatperekben, amiért „vérengző Wanda” volt a gúnyneve.
Az úton egy autóstoppos fiatalembert vesznek fel, aki ugyanabba a városba megy szaxofonosként játszani együttesével egy szálloda éttermében. A két nő ugyanott száll meg. A szállodai szobában Wanda ruhát akar feladni Idára, és meghívja az étterembe szórakozni. Arra biztatja az unokahúgát, hogy próbálja ki a világi életet mielőtt határoz a jövőjéről, de Ida nem megy vele. Wanda lemegy az étterembe, táncol, iszik, majd késő este visszatér a szobába, kigúnyolja Idát vallásosságával kapcsolatban, és lefekszik. Miután elalszik, Ida lemegy az étterembe, ahol már csak Lis, a szaxofonos játszik magának. Előbb csak messziről lesi a fiút, majd beszélgetésbe elegyedik vele, azután meg felmegy a szobába, elmondja az esti imáját és lefekszik.
Másnap a két nő megtalálja Skiba apját, aki halálán van a helyi kórházban, és csak annyit mond, hogy emlékszik Lebensteinékra. Ő és fia költöztek be Lebensteinék házába a háború alatt, és ott rejtegették eleinte Idát és szüleit. Ekkor mondja Wanda először Idának, hogy volt egy kisfia, akit Lebensteinéknál hagyott mielőtt elment harcolni a németek ellen, és hogy ő is velük együtt halhatott meg.
Este az ifjabb Skiba eljön a szállodába és megígéri, hogy megmutatja, hol vannak elföldelve Ida szülei és a kisfiú, azzal a feltétellel, hogy békén hagyják a családját, és nem támasztanak igényt az általa elfoglalt gazdaságra. El is viszi őket a falu melletti erdőbe az illető helyre. Ekkor beismeri, hogy ő ölte meg őket. Úgy tűnik, azért tette, mert féltek zsidókat rejtegetni. Idáról nem tudódhatott ki, hogy zsidó, ezért a helyi papnak adta át, de a kisfiú sötét hajú volt és körül volt metélve, ezért ölte meg őt is. Kiássa a földi maradványokat, és a két nő elviszi Lublinba, ahol elföldelik egy zsidó temetőben.
Ida visszatér a zárdába, de ingadozik, nem tesz fogadalmat. Közben Wanda öngyilkos lesz, és Ida elmegy a temetésére. Egyedül Wanda lakásában felveszi ennek egyik ruháját, kibontott hajjal nézegeti magát a tükörben, belekóstol a cigarettájába és italába. A temetésen ott van Lis is, a szaxofonos. A temetés után Ida elmegy vele abba a lokálba, ahol játszik, és ahol Lis táncolni tanítja, majd együtt töltik az éjszakát. Lis megpróbálja rávenni, hogy házasodjanak össze, legyenek gyerekeik és éljenek szokásos életet. Azonban reggel Ida csendesen felkel anélkül, hogy Lis felébredne, felveszi a zárdai öltözetét és elmegy.

## Fontosabb szerepek
- Agata Kulesza(wd): Wanda Gruz, ügyész, Ida nagynénije (magyar hangja Létay Dóra)
- Agata Trzebuchowska(wd): Anna / Ida Lebenstein, novícia, Wanda unokahúga (magyar hangja Csuha Borbála )
- Dawid Ogrodnik(wd): Lis, szaxofonos (magyar hangja Markovics Tamás)
- Adam Szyszkowski(wd): Feliks Skiba, paraszt, Ida szülőházának új tulajdonosa
- Jerzy Trela(wd): Szymon Skiba, Feliks Skiba apja

## Érdekességek
Wandát a rendező egy valódi személy alapján mintázta. Helena Wolińska-Brusról van szó, aki zsidó volt, a kommunista ellenállás résztvevője, a háború után pedig katonai ügyész. 1971-ben az Egyesült Királyságba vándorolt ki, ahol az akkoriban ott élő rendező az 1980-as években ismerte meg. Forgatókönyvet is szándékozott írni róla, de végül nem tudta beleélni magát egy olyan ellentmondásos személyiségbe, mint azé a nőé.
Pawlikowski nehezen talált színésznőt Anna/Ida szerepére. 400-nál több színésznő meghallgatása után végül véletlenül fedezte fel a rendező egyik barátnője, aki olvasni látta egy kávézóban. Agata Trzebuchowska akkoriban filozófiát tanult az egyetemen, nem volt semmilyen színészi tapasztalata, és nem is akart színésznő lenni. Egy idő után beleegyezett a Pawlikowskival való közreműködésbe, mivel csodálta My Summer of Love (Szerelmem nyara) című 2004-ben készült filmjét.
A film fekete-fehér és 4:3 képarányú, részben azért, hogy az 1960-as évek lengyel filmjeire emlékeztessen.

## Értelmezések és kritikák
David Denby, a The New Yorker kritikusa az Ida és Wanda közötti éles ellentétet húzza alá a film első részében. Az egyik ártatlan, Jézust szerető lány, a másik csalódott, a lengyel múltat gyűlölő ateista értelmiségi, aki próbálja kizökkenteni fiatal rokonát naiv hitéből. Mindkettőjükre hat az, amit megtapasztalnak a cselekmény folytatásában. Ida kezdi megismerni a valódi életet, és nem tudni merre fogja vinni az életútja, Wandát pedig annyira sújtja a visszatérő múlt, hogy képtelen tovább élni. A két személyiség közül Wandáé sokkal összetettebb, és a kritikus szerint Agata Kulesza briliánsan fejezi ezt ki. Ida sokkal egyszerűbb, nem sok érzelemmel nézi a világot. A kritikus úgy véli, hogy talán ezért nem választott a rendező hivatásos színésznőt erre a szerepre, mivel neki nem kell „játszania”. Művészi szempontból a film egyszerűségével, tömörségével, inkább képekkel való sejtetéssel, mint szavakkal való kifejezéssel tűnik ki.
Peter Bradshaw (The Guardian) szemében a film nem didaktikus módon, hanem csak sejtetett háttérként szól Lengyelországról, elsősorban az 1960-as évek szürkeségéről, amit a fekete-fehér is kifejez, de több másról is: a lengyel katolicizmusról, az antiszemitizmusról, a zsidók megsegítéséről a Holokauszt idején, a sztálini terrorról, egyes zsidók a kommunizmusba vetett hitéről, amely odáig is ment némelyikük esetében, hogy részt vettek a sztálini terrorban, a kommunizmusból való kiábrándulásról, de még az 1960-as években kezdődő szerény nyitásról is (lásd a nyugati zene szerepét a filmben).
Dana Stevens a Slate-ben megjegyzi, hogy Agata Trzebuchowska, bár nem színész, tágra nyílt szemével, egész lényével ki tudja fejezni azt, hogy Ida kíváncsi felfedezni a földi, testi lét örömeit, és ugyanakkor retteg ettől.
Lengyelországban a film tisztán politikai értelmezéseket és kritikákat is kapott, méghozzá két teljesen ellentétes nézőpontból. Közös bennük az, hogy szerintük a film nem tükrözi hűen a történelmi igazságot. Jobboldalról azzal vádolták, hogy lengyelellenes: szó van benne arról, hogy lengyelek zsidókat öltek, de nem mondja ki, hogy a Holokauszt a nácik műve volt. Baloldalról szemére vetették, hogy azt az antiszemita sztereotípiát erősíti meg, amely a zsidók túlnyomó szerepére utal a sztálini terror időszakában. Az ilyen kritikákra a rendező azt válaszolta, hogy Ida nem történelmi film, hanem nagyon konkrét és összetett, emberiességgel és paradoxonokkal teli személyiségekről szól. Számára Ida és Wanda nem egyszerűen zsidók, hanem ugyanannyira lengyelek, mint a film összes többi szereplője. A közönség fogadtatását tekintve, azok a nézők, akik akármelyik országban jónak tartják a filmet, azért teszik, mert túllép azon az időszakon és helyen, amelyekbe helyezve van.

## Fontosabb díjak
A film számos díjat nyert és még több díjakra való jelölést. A jelentősebb díjak az alábbiak.

### Szakmai intézmények díjai
2014:
- Európai Filmdíjak:[11]
  - a zsűri díja a legjobb filmnek
  - a közönségdíj a legjobb filmnek
  - a legjobb rendezőnek
  - a legjobb forgatókönyvíróknak
  - a Carlo Di Palma-díj a legjobb operatőröknek
- a Lengyel Filmakadémia Díjai:[12]
  - a legjobb filmnek
  - a legjobb rendezőnek
  - a legjobb női szereplőnek: Agata Kulesza
  - a legjobb vágónak
- az Európai Parlament LUX-díja a legjobb filmnek[13]

2015:
- az Oscar-díj a legjobb nem angol nyelvű filmnek[14]
- az amerikai Független Szellem-díj(wd) a legjobb nemzetközi filmnek[15]
- a Brit Filmakadémia (BAFTA) Díja a legjobb nem angol nyelvű filmnek[16]
- a spanyol Goya-díj a legjobb európai filmnek[17]

### Filmfesztiválokon nyert díjak
2013:
- Torontói Nemzetközi Filmfesztivál: FIPRESCI-díj a legjobb filmnek a Különleges Bemutatók Osztályában[18]
- Londoni Filmfesztivál(wd): a Nagydíj a legjobb filmnek[19]
- Varsói Nemzetközi Filmfesztivál(wd):[20]
  - a Nagydíj a nemzetközi versenyben a legjobb filmnek
  - az Ökumenikus Zsűri Díja a legjobb filmnek
- Gdyniai Lengyel Filmfesztivál(wd):[21]
  - Arany Oroszlánok-díj(wd) a legjobb filmnek
  - a legjobb producereknek: Piotr Dzięcioł és Ewa Puszczyńska
  - a legjobb színésznőnek: Agata Kulesza
  - a legjobb operatőröknek
  - a legjobb díszlettervezőknek
  - Újságírók Díja a legjobb filmnek
  - feltörő csillagnak járó Elle-díj Agata Trzebuchowskának
  - a Filmklubok Egyesületének Don Quijote-díja a legjobb filmnek
  - a Művészmozik Hálózatának Díja a legjobb filmnek